# Marc Paradis
Marc Paradis est un artiste québécois né à Montréal en 1955 et décédé à Montréal en août 2019. Il est surtout connu pour son travail en art vidéo qui aborde l’homosexualité masculine.

## Biographie

### Le Hobbit
D’abord attiré par le théâtre, Paradis cofonde en 1976 avec Éric Duchesne le Café-théâtre Le Hobbit sur la rue Saint-Jean à Québec. Le petit espace de 40 places accueille des créations telles que Les célébrations de Michel Garneau ou L’Éden chimique de Harvey Paradis. Paradis et Duchesne passent la main en 1979. Le lieu existe toujours et est devenu le restaurant Le Hobbit.

### John Wayne Gacy
Au tournant des années 1980, Paradis signe à l’UQAM un premier film étudiant, Strip-tease, qui semble perdu. Il s'intéresse aussi à John Wayne Gacy, tueur en série américain arrêté en 1978 dont les victimes sont de jeunes hommes. Il développe plusieurs projets autour de Gacy avec le cinéaste français Jean-François Garsi, qui partage sa fascination. La deuxième réalisation de Paradis, Le voyage de l’ogre (1981), évoque le parcours meurtrier de Gacy tout en présentant les témoignages de jeunes homosexuels partageant le profil de ses victimes. Un projet de long métrage de fiction sur le même sujet, La nuit fluide, n’aboutira pas.

 
Paradis réalisera treize autres vidéos en dix ans abordant souvent les mêmes sujets : le désir, la sexualité, le corps masculin, l'art. Il n’hésite pas à représenter de façon explicite et crue des actes sexuels. Il refuse toutefois l’étiquette de pornographie : 
« Beaucoup de gens constatent la nouveauté du rapport avec ce qu'on pourrait appeler "une certaine pornographie", qui, à mon avis, n'en est pas. La pornographie c'est d'abord et avant tout une intention, ce n'est pas la représentation d'un corps humain en relation sexuelle avec lui-même ou avec un autre. Pour moi, la pornographie c'est quelqu'un qui, sciemment, fait son métier de vendre son image en relation sexuelle pour l'exploitation de la fantasmatique sexuelle des individus qui vont consommer cette chose-là. »
La reconnaissance est rapide pour Paradis; son travail fait bientôt partie des collections du Museum of Modern Art (New York), du Musée des beaux-arts du Canada (Ottawa) et du Musée national des beaux-arts du Québec (Québec),,. En 1990, le Festival vidéo de Montbéliard (France) lui consacre une rétrospective. Il explique à cette occasion : 
« C’est tellement rare que quelqu’un se penche sur l’homosexualité, sur la représentation de la nudité à l’écran. Ce n’est pas courant, et c’est certainement une thématique très vendable, parce que les gens sont toujours très curieux de ces choses-là. »
Son travail est aussi présenté dans plusieurs festivals tels que le Festival du nouveau cinéma (Montréal), Image et Nation (Montréal), et le San Francisco Experimental Film and Video Festival.

### Une troupe
Paradis travaille souvent en groupe. On retrouve les mêmes collaborateurs d’une vidéo à l’autre, devant ou derrière la caméra : le commissaire et critique Jean Tourangeau, le cinéaste Luc Bourdon, Simon B. Robert, l’artiste de performance Yves Lalonde, etc. Paradis ne fait pas de différence entre vie privée et création. Il affirme : 
« Les réflexions que j'apporte dans mon travail ne veulent pas faire bouger la masse, mais l'individu. Mon travail est transformant d'abord pour les gens qui y participent et ensuite pour tous ceux qui ont à élaborer autour de ce travail-là. En premier lieu, un outil de transformation personnelle, en second lieu, un outil d'appropriation de la réalité. La conclusion... c'est un individu qui se transforme vers une prise sur la réalité de plus en plus constante. Cet individu devient plus vivant, plus près de lui-même, conscient de la société, il devient plus probant, plus réel. »
Au début des années 1980, Paradis fonde le Groupe du mardi, un groupe de réflexion et de création autour de l’homosexualité. En 1982, le groupe publie un manifeste dans la revue Trafic.
 

### Un archipel de désirs
En 1991, le Musée national des beaux-arts du Québec organise l’exposition Un archipel de désirs : Les artistes du Québec et la scène internationale qui comprend une sélection d’art vidéo. Trois titres de Paradis sont annoncées : L’incident « Jones » (1986), Délivre-nous du mal (1987), et Lettre à un amant (1988). À l’ouverture de l’exposition, seule L’incident « Jones » est présenté. Paradis y voit un acte de censure, les deux autres vidéos étant beaucoup plus explicites. Le musée nie la censure et évoque un malentendu : « Le seul ennui en fut un de report ou de retard de programmation expliqué par des questions de logistique et d’organisation.» Paradis choisit de retirer ses œuvres de l’exposition. Les autres vidéastes présentés dans l'exposition font de même. Le conflit fait l’objet de plusieurs articles de presse.

 
En 1990, Paradis dit à propos de la censure : 
« (…) j'ai été censuré par un système qui s'autocensure. J'ai été censuré par une médiatique qui répond à toute une série de tabous sociaux, mais c'est accepté, d'emblée, dans les règles du jeu. Tu n'as pas le choix. À l'intérieur des structures dans lesquelles je travaille, comme artiste, j'ai eu à subir de la répression, et j'en subis encore. Mais, dans le fond, je m'en fou. »

### Design
Après Harems, réalisé en 1991, Paradis délaisse la vidéo. Il fait un temps partie du collectif multidisciplinaire Farine orpheline cherche ailleurs meilleur. Il travaille aussi comme designer d’intérieur, notamment pour Guy Laliberté et le Cirque du soleil, et des commerces et particuliers au Québec et à l’étranger. Il revient à la vidéo au début des années 2000 avec trois vidéos tournées lors de voyages.

## Filmographie
- Strip-tease, 197?
- Le voyage de l'ogre / The Path of the Ogre, 1981
- La cage, 1983
- L'instruction, 1984
- La stupéfiante Alex, 1984
- Scheme vidéo, coréalisation Luc Bourdon, 1984
- Say Cheese for a Trans-Canadian Look, coréalisation Luc Bourdon, 1985
- Portrait de John Mingolla, 1985
- L'incident « Jones », 1986
- Performance « Album » de Denis Lessard, 1986
- Performances de Yves Lalonde, 1987
- Délivre-nous du mal / Deliver Us from Evil, 1987
- Lettre à un amant / Letter to a Lover, 1988
- Réminiscences carnivores, 1989
- Harems, 1991
- Ecce Omo, 2000
- Marrakech, 2001
- La vie est ronde, 200?